# Maurice Bourgès-Maunoury

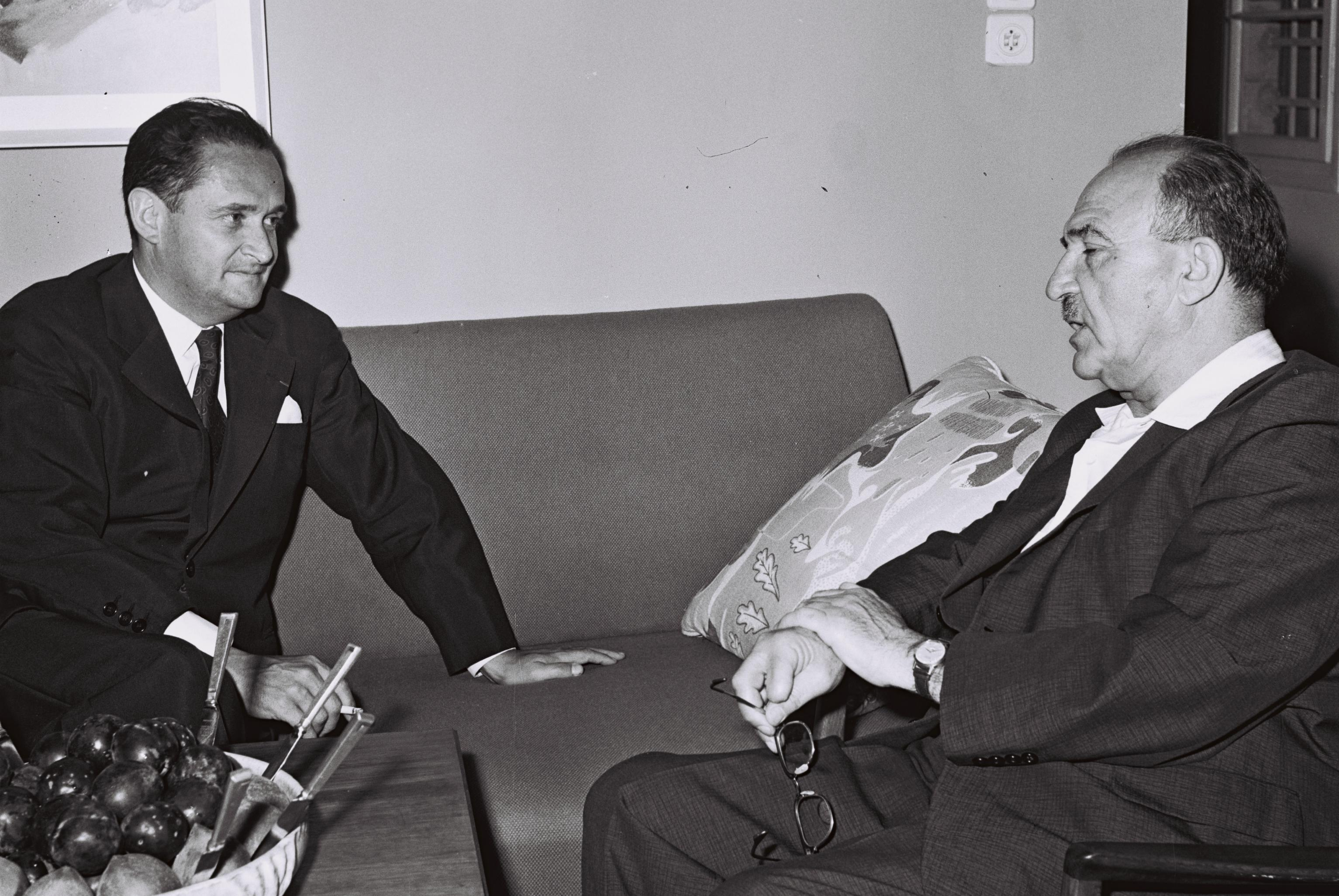
Maurice Bourgès-Maunoury (vlevo) při setkání s izraelským ministrem financí Levi Eškolem, 1958

Maurice Bourgès-Maunoury (19. srpna 1914 – 10. února 1993) byl francouzský politik a člen Republikánské, radikální a radikálně socialistické strany, který byl v roce 1957, tedy za Čtvrté republiky, francouzským premiérem. Během své politické kariéry zastával v 50. letech rovněž řadu ministerských funkcí, včetně ministra financí, vnitra, dopravy, průmyslu a obchodu a obrany. V době působení v poslední zmíněné funkci se za Francii zúčastnil v říjnu 1956 tajných jednání, která vyústila v podepsání Sèvreského protokolu, který byl tajným ujednáním mezi Francií, Izraelem a Spojeným království o válce proti Egyptu.